# Никифор Вриенний Младший
Ники́фор Врие́нний Мла́дший (1062 — 1137) — византийский государственный деятель эпохи Комнинов.
От императора Алексия Комнина получил титул кесаря. Никифор был мужем Анны Комнины. Является автором исторических записок, охватывающих период с 976 по 1087 год, одного из важнейших источников по истории Византии этого периода. После смерти мужа Анна Комнина создала «Алексиаду» — хронику, которая формально является продолжением этих исторических записок, но при этом существенно отличается от них по форме подачи материала и структуре.